# Rapisma berhalense
Rapisma berhalense är en insektsart som beskrevs av P. Barnard och Tim R. New 1985. Rapisma berhalense ingår i släktet Rapisma och familjen Rapismatidae. Inga underarter finns listade i Catalogue of Life.